# FKA Twigs
Tahliah Debrett Barnett (16 de gener de 1988), coneguda professionalment com a FKA Twigs, és una cantant, compositora i ballarina britànica. Va ser ballarina de suport per a nombrosos músics i va fer el seu debut musical amb EP1 (2012). L'àlbum d'estudi debut de Barnett, LP1 (2014), va assolir el número 16 a la llista d'àlbums del Regne Unit i el número 30 al Billboard 200 dels EUA. Va ser nominada al Mercury Prize d'aquell any. Va llançar l'EP M3LL155X (2015) i va fer una pausa de quatre anys, després del qual va llançar el seu segon àlbum d'estudi, Magdalene (2019). Després de signar amb Atlantic Records, va llançar el mixtape Caprisongs (2022). El seu treball ha obtingut elogis i ha estat descrit com "de flexió de gènere", basant-se en diversos gèneres, com ara música electrònica, trip hop, R&B i avantguarda.